# Circulaspis canaliculata
Circulaspis canaliculata är en insektsart som först beskrevs av Green 1900.  Circulaspis canaliculata ingår i släktet Circulaspis och familjen pansarsköldlöss. Inga underarter finns listade i Catalogue of Life.